# Нова Вигода (зупинний пункт)
Нова Вигода — пасажирський зупинний пункт Коростенської дирекції Південно-Західної залізниці (Україна), розміщений на дільниці Звягель I — Житомир між зупинним пунктом Дубовець (відстань — 6 км) і станцією Богунський (5 км). Відстань до ст. Звягель I — 74 км, до ст. Житомир — 17 км.
Розташований у селі Вигоді Житомирського району.